# Nuli
Nuli (en georgiano: ნული) o Nuli (en osetio: Нул; en ruso: Нул) fue una aldea que pertenece a la parcialmente reconocida República de Osetia del Sur, parte del distrito de Znaur, aunque de iure pertenece al municipio de Tighvi de la región de Iberia Interior de Georgia.

## Geografía
Nuli está situado 12 km al noroeste de Tsjinvali, capital de Osetia del Sur. 

## Historia
El pueblo se menciona en el censo de 1794-99 realizado por el príncipe Juan Bagrationi.
Durante el conflicto georgiano-osetio, durante el asedio de Tsjinvali, la población osetia (hasta el 23%) de estas aldeas fue expulsada, mientras que al comienzo mismo del conflicto, las poblaciones georgiana y judía fueron expulsadas de los enclaves osetios y de Tsjinvali. Durante la guerra de Osetia del Sur de 1991-1992, los georgianos lograron controlar el pueblo, junto con el pueblo de Avnevi. 
Según los medios osetios, durante la guerra ruso-georgiana, las fuerzas osetias repelieron un ataque de las fuerzas georgianas el 6 de agosto, destruyendo un vehículo blindado de transporte de personal y varios soldados georgianos.Según los medios osetios, el 7 de agosto, tropas y equipo militar georgianos se concentraron en la zona de la aldea, intercambiaron bombardeos con la vecina aldea osetia de Jetagurovo y pronto comenzaron una ofensiva a través de ella hacia Tsjinvali. El 7 de agosto, las autoridades osetias anunciaron que las aldeas osetias vecinas (Jetagurovi y Dmenisi) fueron destruidas por tropas georgianas; sin embargo, los periodistas que llegaron allí no encontraron una destrucción significativa, pero sí encontraron la aldea de Nuli en llamas.
Después de agosto de 2008, la aldea quedó desierta y su territorio está controlado por las autoridades de la República de Osetia del Sur. 

## Demografía
La evolución demográfica de Nuli entre 1916 y 2015 fue la siguiente:
| 437                                                      | 445 | 426 | 507 | 0 |
| (Fuente: Population of South Ossetia since Soviet times) |     |     |     |   |

Según el censo soviético de 1959, la mayoría de la población local eran georgianos. Según los distintos censos, la composición étnica del pueblo es la siguiente:
|              | 1916      | 1916       | 1989      | 1989       | 2002      | 2002       |
| Grupo étnico | Población | Porcentaje | Población | Porcentaje | Población | Porcentaje |
| ------------ | --------- | ---------- | --------- | ---------- | --------- | ---------- |
| Georgianos   | 413       | 94,5%      | 400       | 94%        | 492       | 97%        |
| Osetios      | 24        | 5,5%       | 26        | 6%         | 15        | 3%         |
| Total        | 437       | 100%       | 426       | 100%       | 507       | 100%       |